# Convención de Seneca Falls

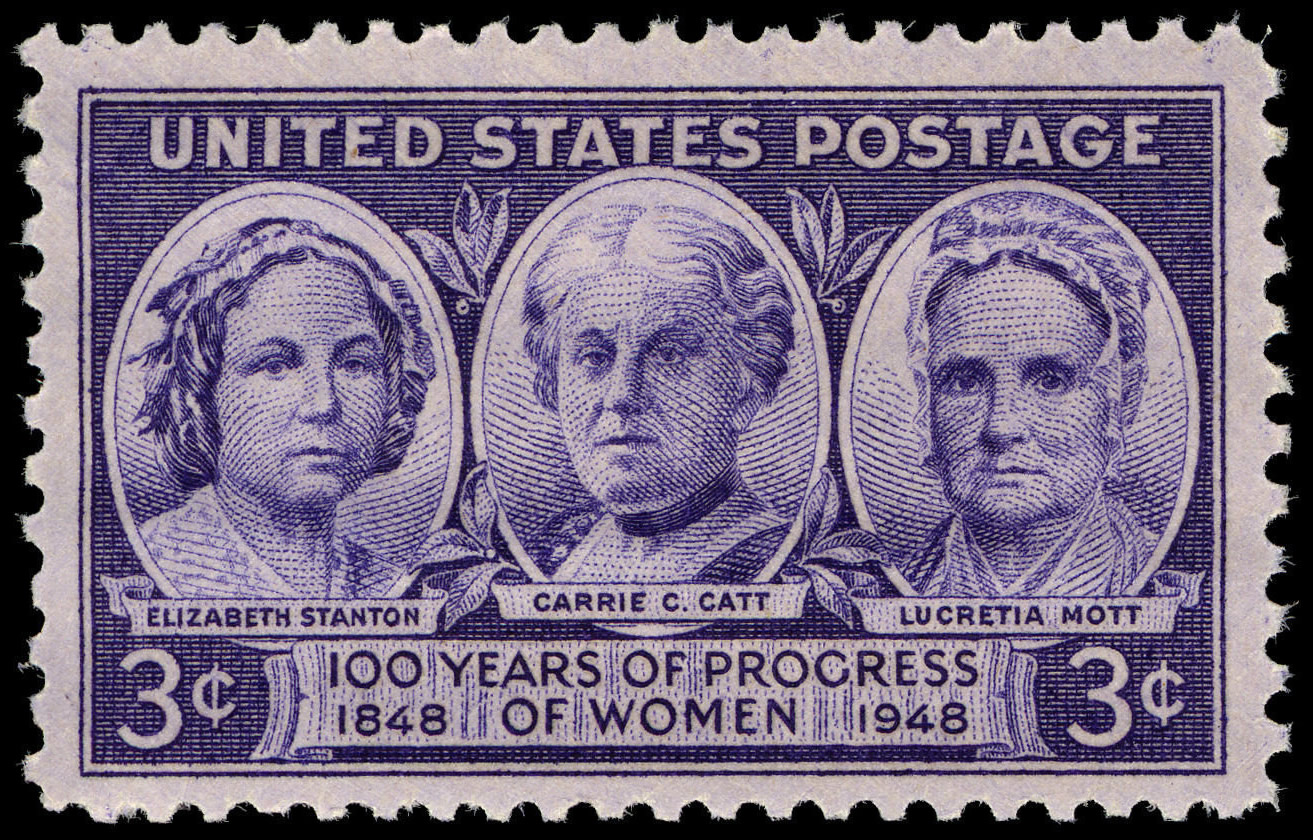

Convención de Seneca Falls fue la primera convención sobre los derechos de la mujer en Estados Unidos, realizada del 19 de julio al 20 de julio de 1848 en Seneca Falls (Nueva York). Fue organizada por Lucretia Mott y Elizabeth Cady Stanton. El resultado fue la publicación de la Declaración de Seneca Falls (o Declaración de Sentimientos, según las propias autoras), un documento basado en la Declaración de Independencia de los Estados Unidos en el que denunciaban las restricciones, sobre todo políticas, a las que estaban sometidas las mujeres: no poder votar, ni presentarse a elecciones, ni ocupar cargos públicos, ni afiliarse a organizaciones políticas, ni asistir a reuniones políticas. La reunión fue convocada en la prensa “para discutir la condición y los derechos sociales, civiles y religiosos de las mujeres” y pretendía formar parte de los movimientos de reforma social que caracterizaban la dinámica política en EE. UU. desde la presidencia del demócrata  (1829-1837) Andrew Jackson hasta la Guerra de Secesión. El texto es considerado el texto fundacional del movimiento feminista.

## Antecedentes
En los años 1840, los Estados Unidos vivieron un cambio cultural y económico. En los años entre la Revolución y la Convención constitucional, las fronteras geográficas de la nación y la población se duplicaron, concentrándose esta última hacia el oeste. Sin embargo, no todos los norteamericanos dieron la bienvenida a estos cambios. En un esfuerzo por recobrar un sentido de la comunidad y control sobre su futuro y el de la nación, los norteamericanos, especialmente las mujeres, formaron y se unieron para reformar el país. La Convención de Seneca Falls forma parte de este período de grandes movimientos sociales y de reforma. 
A lo largo del siglo XIX, las mujeres de los pastores protestantes se van encontrando asociadas al ministerio de sus maridos, desarrollando tareas docentes y sanitarias en su comunidad, así como de cierta dirección espiritual. Ante la carencia de órdenes religiosas también las damas y mujeres célibes van  organizándose en agrupaciones.
Las reformas religiosas de la época, especialmente en el entorno de los cuáqueros, van a otorgar por primera vez un papel a la mujer en los oficios religiosos y en la caridad. Se refuta el dogma de la predestinación y se empiezan a ver como algo más habitual las intervenciones femeninas en aspectos marginales de la vida pública, como por ejemplo las lecturas de las sagradas escrituras.
En 1834 se fundó la Sociedad Reformista Femenina Neoyorquina, presidida por Lydia Finney. Procuró mantener a mujeres fuera de la prostitución. Otras líderes, como Dorothea Dix, enfocaron sus esfuerzos en la reforma de la prisión en la década de 1830. Durante este tiempo surgió el rol de las mujeres como educadoras. Catherine Beecher fundó varias academias para mujeres. Finalmente, el movimiento abolicionista otorgó a las mujeres otra oportunidad de aliarse fuera de la esfera doméstica.

## Primer Congreso Antiesclavista Femenino

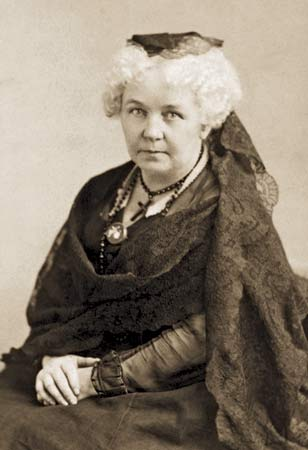
Elizabeth Cady Stanton

De la mano de las preocupaciones sociales van surgiendo las ya más netamente políticas, y dentro de las campañas antiesclavista que se desarrollaron en el protestantismo estadounidense en 1837 se celebró en Nueva York el Primer Congreso Anti-esclavista Femenino, organizado por tres sociedades antiesclavistas femeninas.
La iniciativa había sido motivada ocho años antes a causa de la marginación de un grupo de mujeres abolicionistas estadounidenses encabezado por Elizabeth Cady Stanton y Lucretia Mott de la Convención Internacional Antiesclavista celebrada en Londres en 1840. En aquel momento se negó la presencia femenina en la sala por entender que tenían "una constitución física que no era apta para las reuniones públicas o de negocios". Las mujeres obtuvieron entonces el apoyo de algunos significativos dirigentes abolicionistas americanos como William Lloyd Garrison que declaró en la Convención "Después de luchar tantos largos años para la liberación de los estados africanos, no puedo tomar parte en una convención que golpea los derechos más sagrados de todas las mujeres". Cady Stanton y Mott tuvieron que seguir la convención antiesclavista escondidas detrás de una cortina en una tribuna. Ante esta discriminación decidieron convocar otra convención para defender los derechos de las mujeres.
Se celebró en la capilla wesleyana del pueblo textil de Seneca Falls, los días 19 y 20 de julio de 1848 con el objetivo de discutir "la condición social, civil y religiosa de la mujer", de este modo se convirtió en el primer foro público y colectivo de mujeres. La agenda programática fue impulsada por Elizabeth Cady Stanton y Lucretia Mott. Las mujeres intervinieron el primer día mientras que los hombres participaron también en la deliberación del segundo día.

## Manifiesto de Seneca Falls (1848)
El 14 de julio de 1848, el Mensajero del Condado de Seneca anunció que el miércoles y jueves siguientes (julio 19 y 20 de 1848) se llevaría a cabo "la convención para discutir la condición y los derechos sociales, civiles y religiosos de las mujeres". La Convención había sido planeada en una reunión unos pocos días antes en Waterloo (que está cerca de Nueva York), a donde asistieron Lucrecia Mott, de Filadelfia; Elizabeth Cady Stanton, de Seneca Falls; Jane Hunt, de Waterloo, e Isabel McClintock, de Waterloo. La reunión tuvo lugar en el hogar de Jane Hunt. La Convención se celebró en la capilla metodista de Seneca Falls, Nueva York. Si bien la primera sesión, a priori, era solo para mujeres, los hombres que asistieron no fueron expulsados. El segundo día, la Convención aprobó un documento titulado "La Declaración de Sentimientos de Seneca Falls".
Se trata de un texto elaborado a partir de la Declaración de Independencia, en el cual se modifica personas y entidades, a fin de expresar los ideales sufragistas. Por ejemplo, se reemplaza el "Rey Jorge" con "todos los hombres" al ser el agente que oprimía a las mujeres, y se recopila una lista conveniente de quejas, así como los colonizadores hicieron en la Declaración de la Independencia. Estas quejas reflejaron las graves limitaciones en los derechos legales de las mujeres en los Estados Unidos en ese momento: las mujeres no podían votar; no podían participar en la creación de las leyes que ellas tenían que obedecer; su propiedad era tasada. Además, en el caso relativamente excepcional de un divorcio, la custodia de los niños era concedida automáticamente al padre, el acceso a las profesiones y la educación superior estaba cerrado generalmente a las mujeres, y la mayor parte de las iglesias impedían a las mujeres participar públicamente en el ministerio u otras posiciones de la autoridad. 
Un punto importante en la declaración es la aplicación consecuente del principio de legitimidad política, algunas de las presentes hicieron suyo el principio de "no tasas sin representación", heredado de la revolución americana, que animaba a no pagar impuestos mientras las mujeres no pudieran votar.
La "Declaración de Sentimientos" proclamó que "todos los hombres y las mujeres" fueron creados iguales y que el abajo firmante emplearía todos los métodos que estuvieran a su disposición para combatir estas injusticias. El documento se analizó a fondo durante toda la sesión. Siendo finalmente firmado, con muy pocas modificaciones y publicado como un folleto. Once de las decisiones fueron aprobadas por unanimidad y la número doce, la que hace referencia al voto, por una pequeña mayoría. Aproximadamente 300 personas asistieron a la Convención, de las cuales unas 100 -68 mujeres y 32 hombres- firmaron la Declaración de Sentimientos.
La firma de la declaración, al igual que la Declaración de Independencia Americana implicaba una emancipación de la autoridad política de la Corona inglesa, la declaración de sentimientos proclamaba la independencia de la mujer de su marido o sus padres en caso de ser soltera.

Consideramos que estas verdades son evidentes: que todos los hombres y mujeres son creados iguales; que están dotados por el creador de ciertos derechos inalienables, entre los que figuran la vida, la libertad y la persecución de la libertad (...) la igualdad de los derechos humanos es consecuencia del hecho de que toda la raza humana es idéntica en cuanto a capacidad y responsabilidad. (...) En consecuencia: Decidimos que todas aquellas leyes que sean conflictivas en alguna manera a la verdadera y sustancial felicidad de la mujer son contrarias al gran precepto de la naturaleza y no tienen validez, pues este precepto tiene primacía sobre cualquier otro
Fragmento de la declaración extraído de Martín Gamero, 1975:55

La Declaración de sentimientos es la primera acción colectiva organizada de mujeres y hombres a favor de los derechos de las mujeres. Tras la convención se celebran encuentros en Rochester (1948), Akron (1851) o Worcester (1851). Estas reuniones siguen sucediendo a lo largo de la siguiente década hasta la llegada de la Guerra de Secesión. Sin embargo, la influencia producida es capaz de crear un eco en los incipientes movimientos feministas de Europa occidental, de forma que sirven a modo de precedente y base para estos.